# John Stubbs
John Stubbs (eller Stubbe), född cirka 1543, död 1591, var en engelsk skribent av politiska skrifter och kommentarer under drottning Elisabet I av Englands regeringstid.
Han föddes i  Norfolk och genomgick en högre utbildning vid  Trinity College, Cambridge. Efter att ha studerat juridik vid Lincoln's Inn flyttade han till Thelveton i Norfolk. Han var en hängiven puritan, och som sådan var han öppet motståndare till förhandlingarna om ett äktenskap mellan drottning Elisabet och den franske, katolske, prinsen Frans Hercule av Anjou, yngre bror till den franske kungen. 

## Stubbs publicerar en pamflett motdet franska äktenskapet
År 1578 skrev Stubbs ner sina åsikter kring idén att drottning Elisabet skulle gifta sig med en fransk prins, hertigen av Anjou, i en pamflett med titeln The Discoverie of a Gaping Gulf whereinto England is like to be Swallowed by another French Marriage (Upptäckten av en öppen klyfta vari England riskerar att uppslukas genom ytterligare ett franskt äktenskap). Kopior av denna text brändes senare offentligt i  Stationer's Hall.  I pamfletten hävdade Stubbs att drottning Elisabet, som vid denna tid var 46 år gammal, var för gammal för att föda barn, och att det därför var meningslöst för henne att gifta sig. Han menade att de engelska sederna och bruken, värderingarna, språket och moralen skulle komma att undermineras om nationen lierade sig med den franska monarkin genom äktenskap. 
Stubbs hävdade att hans syfte var att försvara den åsiktsfrihet och yttrandefrihet som han menade var förknippade med protestantismen. Det föreslagna äktenskapet skulle kunna leda till ett återinförande av katolicism i England, och denna tro representerade enligt Stubbs frihetens diametrala motsats. 
På ett sätt som inte var särskilt diplomatiskt, beskrev Stubbs det föreslagna äktenskapet som en naturvidrig förening, en omoralisk union, ett ojämnt sammankedjande av den rena oxen med den orena åsnan, en företeeelse förbjuden i den lag som Paulus fastslagit, en vidrigare och mer motbjudande förening som kommer att få Guds vrede att riktas mot England och göra så att engelsmännen utlämnas åt en skurkaktig nation som kommer att trycka ner oss med sina tunga lemmar, och detta lägre folk kommer att misshandla oss, liksom med skorpioner. (a contrary coupling, an immoral union, an uneven yoking of the clean ox to the unclean ass, a thing forbidden in the law as laid down by St. Paul, a more foul and more gross union that would draw the wrath of God on England and leave the English pressed down with the heavy loins of a worse people and beaten as with scorpions by a more vile nation.)

## Rättegången, straffet och senare skrifter
Elisabet och många medlemmar av hennes Privy Council var mycket missnöjda med Stubbs pamflett. All spridning av texten förbjöds och Stubbs, hans tryckare och hans utgivare ställdes inför rätta i Westminster där de befanns skyldiga till brottet att ha stått bakom skrifter var syfte var att "förföra allmänheten"  (seditious writing, varför de dömdes att få sina högerhänder avhuggna vid handleden av en bödel som skulle använda sig av ett stämjärn och en slägga. Inledningsvis hade Elisabet krävt att de anklagade skulle dömas till döden, men hennes rådgivare lyckades övertala henne att gå med på en mildare dom. Tryckaren benådades senare av drottningen, men vad gäller Stubbs och utgivaren genomfördes bestraffningen. Stubbs bedyrade sin lojalitet mot kronan. Strax innan den offentliga stympningen lät Stubbs undslippa sig en chockerande ordvits: Bed för mig nu då min olycka är vid handen! ( "Pray for me now my calamity is at hand.") När hans högra hand huggits av, använde han den vänstra handen för att lyfta på sin hatt och ropa Gud bevare Drottningen! ("God Save the Queen!") innan han svimmade. Hans "medbrottsling" William Page, utgivaren, ska enligt vittnet William Camden, (Camden, Historie III, 10, med det felaktigt angivna utgivningsåret 1581) ha lyft upp sin blödande hand och yttrat orden: Här har jag lämnat en hederlig, engelsk hand. (" I left there a true Englishman's hand. ")   Denna scen är med i miniserien The Virgin Queen från 2006, där Anne-Marie Duff spelar Elizabeth I . Även i miniserien Elisabet med Helen Mirren som drottningen finns scenen med stympningen av Stubbs med.
Stubbs fick även sitta 18 månader i fängelse för sitt brott. När han släpptes fri fortsatte han att skriva, och gav ut bland annat nya politiska pamfletter. Ett exempel är hans svar på kardinal William Allens Till försvar av Englands katoliker (Defence of the English Catholics). Trots det plågsamma straff han fått genomlida förblev Stubbs en trogen undersåte, och han kom senare att tjäna drottning Elisabet som medlem av parlamentet. Han dog i Le Havre i Frankrike, dit det verkar som om han begett sig för att frivilligt tjänstgöra i Henriks av Navarra armé.

## Modern forskning om Stubbs
Historikern Linda Gregerson vid University of Michigan har specialiserat sig på Stubbs levnad, och de motsägelser man kan återfinna i hans lojalitet mot kronan efter det straff han fått genomlida. I boken Commonwealth of the Word:  Nation and English Reformation in Early Modern England granskar hon vilken roll den gryende nationalismen, patriotismen och religionen spelade i utstakandet av hans politiska uppfattning.